# Pôle d'équilibre territorial et rural Garonne-Quercy-Gascogne
Le Pôle d'équilibre territorial et rural Garonne-Quercy-Gascogne désignait un pays, au sens aménagement du territoire devenu PETR.

## Histoire
Créée le 17 décembre 2004 en tant que Pays Garonne-Quercy-Gascogne, la structure devient un Pôle d'équilibre territorial et rural le 1er janvier 2016 en vue de la loi NOTRE.

## Présidence
| Début            | Fin      | Nom                | Parti |
| ---------------- | -------- | ------------------ | ----- |
| 14 décembre 2004 | en cours | Jean-Michel Baylet | PRG   |

## Intercommunalités membres
- Communauté de communes Coteaux et Plaines du Pays Lafrançaisain
- Communauté de communes de la Lomagne Tarn-et-Garonnaise
- Communauté de communes des Deux Rives
- Communauté de communes du Pays de Serres en Quercy
- Communauté de communes Grand Sud Tarn-et-Garonne
- Communauté de communes Terres des Confluences